# Марон, Марк
Маркус Дэвид Марон (англ. Marcus David Maron, род. 27 сентября 1963, Джерси-Сити, Нью-Джерси) — американский стендапер, подкастер и актёр.
В 1990-х и 2000-х Марон был частым гостем на «Позднем шоу» с Дэвидом Леттерманом и появился более 40 раз (больше, чем любой другой комик) в «Поздней ночи» с Конаном О’Брайеном. С 1993 по 1994 год был ведущим программы «Short Attention Span Theater» на Comedy Central, придя на смену Джону Стюарту. Также был постоянным гостем на программе «Tough Crowd» с Колином Куинном и в 2002 году вёл американскую версию британского игрового шоу «Забей на панк-рок» на VH1, которая недолго продержалась в эфире. С 2004 по 2009 год вёл авторское шоу на левой радиостанции Air America и был соведущим передач «Morning Sedition» и «Breakroom Live».
В сентябре 2009 года, вскоре после закрытия «Breakroom Live», Марон два раза в неделю начал записывать подкаст «WTF с Марком Мароном», в котором в своём гараже в Хайленд-Парке (Лос-Анджелес, Калифорния) брал интервью у комиков, авторов, музыкантов и прочих знаменитостей. Самые запоминающиеся выпуски: выпуск 2010 года с Луи Си Кеем журнал Slate назвал лучшим подкастом всех времён; интервью с комиком Тоддом Глассом в 2012 году, в котором Гласс совершил каминг-аут; и интервью с президентом Бараком Обамой в 2015 году.
В 2013—2016 годах снимался в своём авторском телесериале «Марон» кабельного канала IFC, в котором был также исполнительным продюсером и сценаристом. В 2017—2020 годах снимался в комедийном сериале Netflix «Блеск». В 2019 году появился в эпизодической роли в фильме «Джокер», в 2023 — в фильме «Ради Лесли».
Был дважды женат, детей нет.